# 樂隊變奏曲
乐队变奏曲（Variations for Orchestra，Op. 31），是阿诺德·勋伯格於1926年至1928年创作的一套变奏曲，也是他第一部为管弦樂團创作的十二音技作品。1928年12月，該作品由威廉·富特文格勒指挥的柏林爱乐乐团首演。